# Arcfox
Arcfox är ett kinesiskt bilmärke som grundades 2017 i Peking och fokuserar på elektriska personbilar. Märket tillhör biltillverkaren BAIC Group.

## Historia
Den kinesiska fordonsjätten BAIC Group bestämde 2017 att skapa ett nytt varumärke för utveckling av elbilar. Den första modellen var en mikrobil som kallades Arcfox Lite.
I mars 2019, på bilsalongen i Genève, presenterades varumärket Arcfox för välden samtidigt som bolaget visade upp två prototyper. Dessa prototyper skilde sig kraftigt från Arcfox Lite. Den första prototypen var en stor SUV. Designen gjordes av Walter de Silva, som hade tidigare jobbat för Volkswagen Group.
Det andra prototypen var en sportbil som skulle visa upp Arcfox:s kompetenser.

## Galleri
|            |
| Arcfox α-S |

|           |
| Arcfox GT |

|                                  |
| Arcfox Lite, bolagets första bil |

|            |
| Arcfox α-T |